# Ядерна зброя України
Ядерна зброя України — ядерні боєприпаси та засоби їх доставки, які успадкувала Україна після розпаду СРСР. Станом на 1991 рік, Україна мала третій за розміром ядерний арсенал світу.
Україна втратила ядерний статус 2 червня 1996 року. Це другий випадок в історії після ПАР, яка відмовилася від ядерної зброї через значні соціальні зміни пов'язані з демонтажем системи Апартеїду.

## Склад на 1991 рік
- 176 міжконтинентальних балістичних ракет у складі 43-ї ракетної армії: 130 рідкопаливних SS-19 (по шість боєголовок кожна) та 46 твердопаливних SS-24 (по десять боєголовок кожна) в шахтних пускових установках.
- стратегічні бомбардувальники Ту-95МС та Ту-160 (від 30 до 43).
- ядерні боєзаряди стратегічної зброї: від 1514 до 2156.
- тактичні ядерні боєзаряди: від 2800 до 4200.

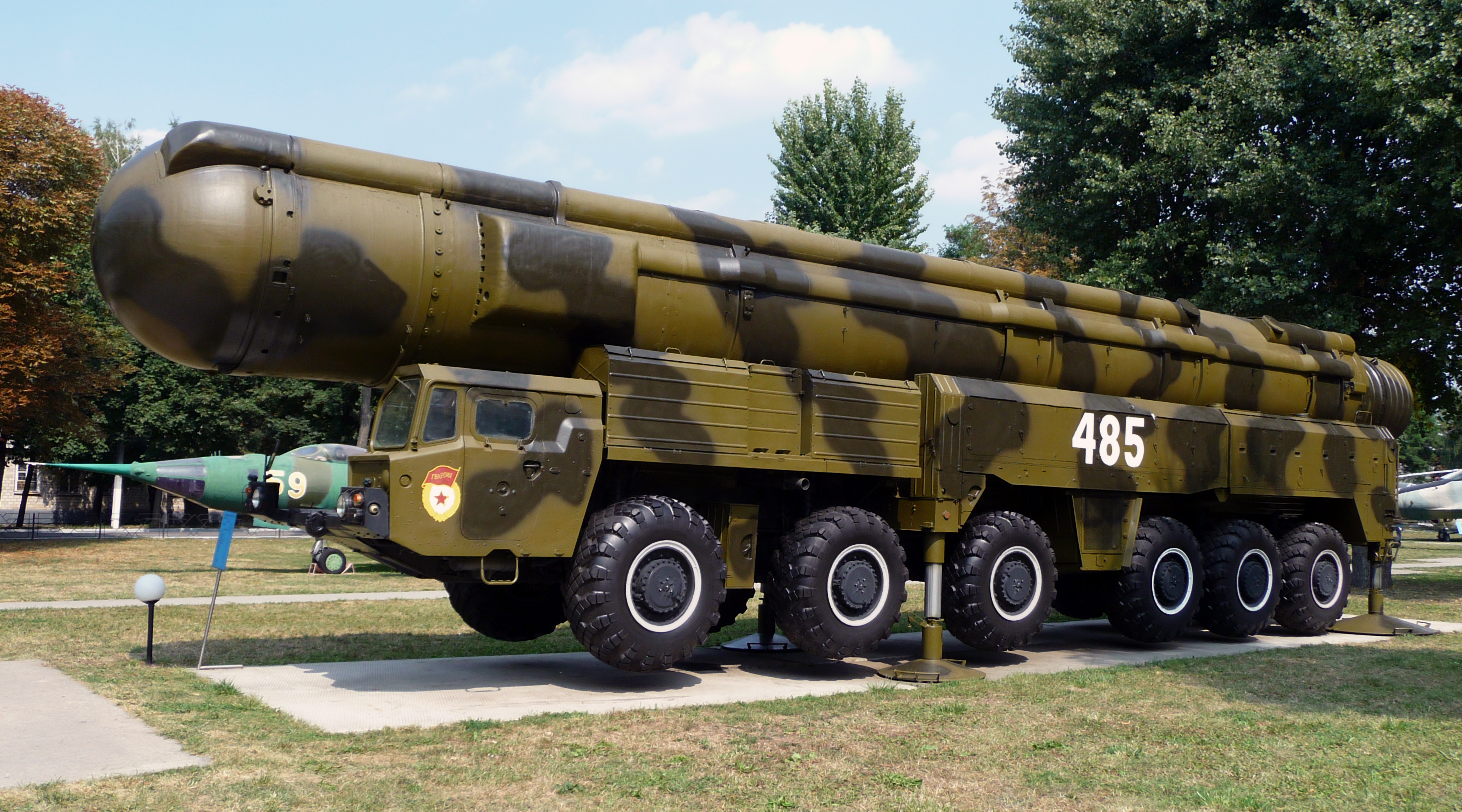
Ядерний комплекс «Піонер» в Музеї ВПС України, місто Вінниця
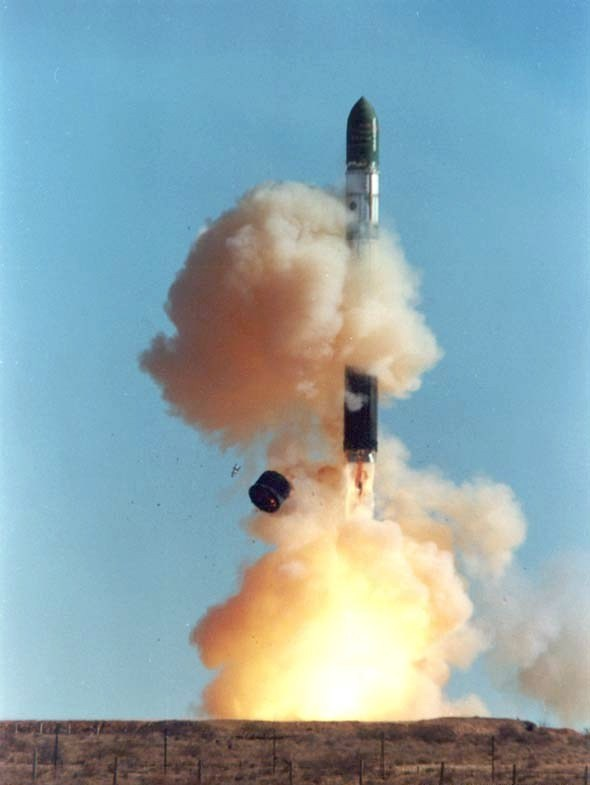
Старт МБР Р-36М «Дніпро», ракета повністю спроєктована і вироблялася на території України.
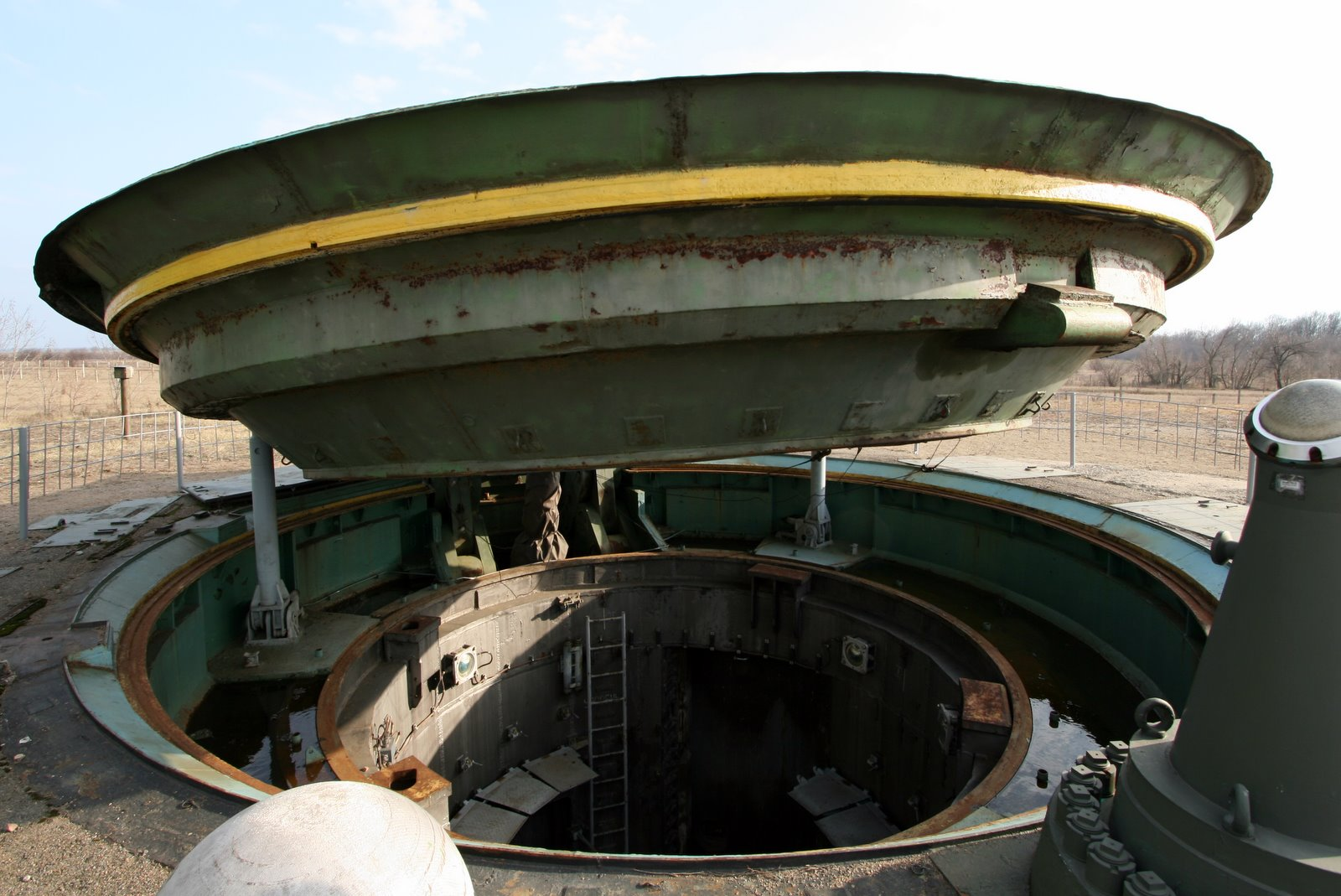
Вихід з пускової шахти МБР РТ-23УТТХ, Музей ракетних військ стратегічного призначення, смт Побузьке

## Історія

### Втрата ядерного статусу

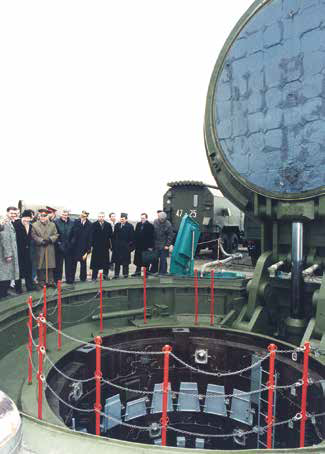
Українські та американські офіційні особи біля шахти 43-ї ракетної армії, Первомайськ, Україна, 1994 рік.

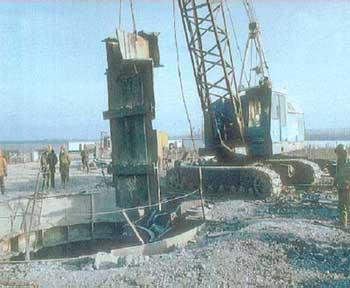
Ліквідація ракетної шахти SS-24 у м. Первомайськ

Після проголошення Україною незалежності постало питання про подальшу долю потужного ядерного арсеналу, який знаходився на її території. Принципи без'ядерності («не приймати, не виробляти і не набувати ядерної зброї») було закладено в Декларації про державний суверенітет України, яка була прийнята Верховною Радою УРСР 16 липня 1990 року і були елементом зовнішньополітичної доктрини, відомої як «доктрина Павличка». Це питання було принциповим і для США та Росії, які однозначно бажали бачити Україну без'ядерною державою, і тиснули на неї з метою того домогтися. Державне керівництво, головним чином через позиції тодішніх президента Леоніда Кравчука та голови СБУ Євгена Марчука, відразу пішло шляхом найменшого спротиву і почало активно декларувати наміри про відмову від ядерної зброї та позбавлення України ядерного статусу. Проти подібного стану справ виступали зокрема політики народні депутати України від опозиції В'ячеслав Чорновіл, Левко Лук'яненко, Віктор Бедь, Володимир Толубко та військові Вілен Мартиросян, Олександр Скіпальський, Григорій Омельченко тощо.
Так з 1992 року в Україну почали направлятися делегації з Вашингтону і Москви. Американці пропонували знищити весь ядерний арсенал, а росіяни просили передати всю ядерну зброю Росії. Всі тактичні ядерні боєприпаси були оперативно переміщені на російські заводи для знищення ще в першій половині 1992 року, і останній ешелон прибув до Росії на початку травня, на 25 днів раніше запланованої дати. Після цього до Росії мала бути переміщена і стратегічна зброя через приєднання України до радянсько-американського Договору про скорочення і обмеження стратегічних наступальних озброєнь.
Міністр закордонних справ Грузії у 2003−2004 роках Тедо Джапарідзе у своїх мемуарах згадував непублічну розмову між тодішніми президентами України та Грузії Леонідом Кравчуком та Едуардом Шеварднадзе, що мала місце у квітні 1993 року. Так, Кравчук скаржився, що США «викручують йому руки», вимагаючи, щоб тактичне і стратегічне ядерне озброєння України було негайно передане Росії. Шеварднадзе відповів, що американці проводять політику підтримки єльцинської Росії, не знаючи внутрішніх подробиць пострадянського простору: «Вони не знають складної, надзвичайно важкої, жорстокої історії наших відносин із Росією та Радянським Союзом чи іншими імперіями». Грузинський президент радив українському колезі спробувати залишити хоча б одну боєголовку, «щоб відлякати божевільного» — того, хто може прийти після Єльцина.
7 травня 1992 року тодішній президент України Леонід Кравчук відіслав у США листа, в якому значилось: «Україна забезпечить знищення всієї ядерної зброї, включаючи стратегічну наступальну зброю, розміщену на її території». Водночас прем'єр-міністр України Леонід Кучма у промові, виголошеній у Верховній Раді 1993 року, відстоював збереження в Україні найефективнішої і найпотужнішої складової українського ядерного потенціалу — 46 твердопаливних МБР СС-24 (460 ядерних боєголовок), які могли зберігатися дуже довго.
1992 року з ініціативи Вашингтону в Києві була проведена серія тристоронніх дослідницьких зустрічей: Україна, Росія і США. В ході обговорень американці запропонували розглянути можливість оплати процесу ядерного роззброєння України, а також певну компенсацію для Росії. Масандрівськими угодами від 3 вересня 1993 року передбачалися шляхи та основні принципи утилізації ядерної зброї, розташованої на території України, а також порядок здійснення гарантійного та авторського нагляду за експлуатацією стратегічних ракетних комплексів, розташованих на територіях України та РФ.
16 листопада 1994 року Україна приєдналася до Договору про нерозповсюдження ядерної зброї від 1 липня 1968 року. Цими діями було затверджено, що Україна є власником всієї ядерної зброї, яку отримала у спадок від СРСР та має наміри повністю її позбутися, використовуючи надалі атомну енергію виключно у мирних цілях. В обмін на це найбільші ядерні держави повинні були гарантувати Україні безпеку та виключення будь-яких форм агресії чи тиску.

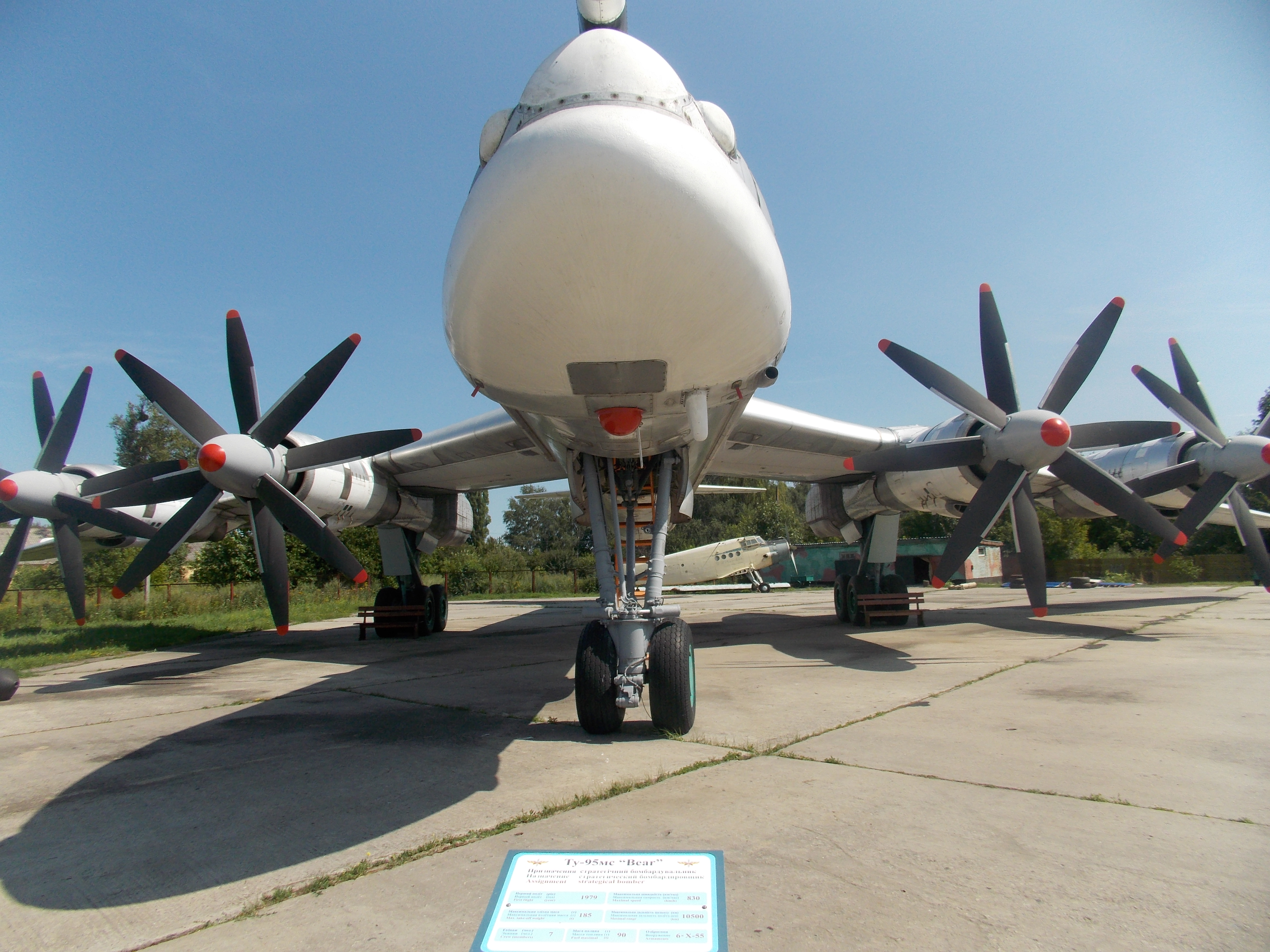
Ту-95МС, музей.

Зважаючи на приєднання до Договору про нерозповсюдження ядерної зброї та зобов'язання України ліквідувати всю ядерну зброю на її території, 5 грудня 1994 року між Україною, Російською Федерацією, Великою Британією та Сполученими Штатами Америки було підписано так званий Будапештський меморандум, за яким раніше перераховані держави-учасниці мали поважати незалежність, суверенітет та існуючі кордони України, утримуватися від будь-яких проявів агресії щодо України, в тому числі і від економічного тиску.
2 червня 1996 Україна офіційно втратила ядерний статус.[джерело?]
В 1999 році 8 літаків Ту-160 та 3 літаки Ту-95МС Україна обміняла за борг Росії за газ. Потім було знищено ще 9 літаків Ту-160 та 21 літак Ту-95МС, ще по одному зразку літаків зазначеного типу залишилось у музеї дальньої авіації міста Полтава. Такі складні й коштовні операції були, по суті, проведені в Україні до 2000 року з усіма 176 ШПУ і МБР. За загальними оцінками, видатки на це для США становили близько одного мільярда доларів. Однак дії України не наслідували інші держави. Більше того, у світі з'явилися нові ядерні держави.
За словами українського правознавця й дипломата Володимира Василенка, одного з авторів тексту Декларації про державний суверенітет, автора положення про без'ядерний статус, ядерний арсенал, розміщений на її території, Україні не належав.
«Своєї ядерної зброї не було – те, що говорять, що Україна мала третій у світі ядерний потенціал – це все дурня. Україна мала на своїй території радянську ядерну зброю, якою керувала Росія, але своєї ядерної зброї Україна не мала. Так, сумарно, це був третій у світі арсенал, але він не належав Україні... І всі ці розмови, що Україна могла залишити зброю, могла бути могутньою, могла себе захистити тією зброєю і могла диктувати умови Росії – це все дурня і демагогія».
Український політик, народний депутат України I скликання Юрий Костенко зазначає:
«Дійсно, стратегічну ядерну зброю контролювала Росія. А тактичну зброю Росія вивезла до першого червня 1992 року, бо розуміла, що тактичну зброю ми могли зберігати і використовувати».
Отже, попри наявність ядерного арсеналу Україна на момент його виведення з її території не мала б можливості застосувати його для самозахисту в разі потреби.

31 липня 2021 року україномовний підрозділ BBC News навів думку професор Інституту міжнародних відносин КНУ ім. Т. Шевченка Сергія Галаки:
«На території України було дуже багато тактичних боєприпасів, можливо, понад 4 000, точну кількість досі не знаємо. Тактичне озброєння Україна могла проконтролювати, бо воно не вимагає спеціальних кодів. Там рішення ухвалювалося так: командир корпусу має сейф, у сейфі пакет з вказаними цілями, і командир корпусу ухвалює рішення на випадок війни. Вони за радіусом дії до 1000 км, це був би ідеальний засіб стримування для України».

12 липня 2023 року колишній заступник начальника Генерального штабу Збройних сил України генерал-лейтенант Ігор Романенко в інтерв'ю інтернет виданню Обозреватель висловив думку, що Україна мала можливість експлуатувати тактичну ядерну зброю:
«В України забрали все тактичне ядерне озброєння 1992 року, а стратегічне - 1994-го, згідно з Будапештським меморандумом. Чому спочатку забрали тактичне? Тому що нібито воно не так централізовано керувалося. Але все це були казки – про те, що нібито все керується тільки з Москви і ніяк інакше.

Ми були експлуатантами цього озброєння. В Україні були наші офіцери, які обслуговували ядерні боєголовки. Звісно, вони могли б успішно виконувати завдання й досі».

### Прагнення відновити ядерний арсенал
Втрата Україною ядерного статусу від самого початку не була однозначно сприйнята у вищих політичних колах країни.
12 березня 1992 року тодішній президент України Леонід Кравчук призупинив вивезення з території України тактичної ядерної зброї, а прем'єр-міністр України Леонід Кучма закликав зберегти ядерну зброю у складі Збройних Сил України[джерело?].
Активна дискусія про можливість поновлення ядерного статусу розпочалася після українсько-російського конфлікту щодо острова Тузла у 2003 році. Зважаючи на те, що Росія є однією з країн-учасниць Будапештського меморандуму, який мав би гарантувати суверенітет та безпеку України, виникли сумніви про реальну дієвість цієї угоди та виконання її умов деякими державами-учасницями.
Відтоді минуло чимало часу, але розмови, підкріплені новими порушеннями Росією умов Будапештського меморандуму, а саме численними «газовими війнами» проти України, про відновлення ядерного статусу ведуться і по сьогодні. Аналітики зазначають, що Україна має всі необхідні технічні можливості для виготовлення та зберігання ядерної зброї, але для цього потрібна політична воля та наявність великих фінансових вкладень. Також варто зазначити, що такі дії однозначно викликали б величезний міжнародний резонанс та могли б призвести до безпосередньої міжнародної ізоляції України.
27 серпня 2008 року Тернопільська обласна рада звернулася до президента Віктора Ющенка, депутати вимагали від тодішнього президента скасувати Будапештський меморандум та проголосити про відновлення ядерного статусу.

### Російська агресія 2014
Після початку Російської агресії 2014 року та анексії Криму, це надало неабиякого стимулу обговоренням можливості відновлення ядерного статусу України. Але водночас породило ще більшу кількість спекуляцій цією темою.
3 липня 2014 року народні депутати України від ВО «Свобода» зареєстрували у Верховній Раді України проєкт Постанови про Заяву Верховної Ради України щодо відновлення Україною статусу ядерної держави. Аналогічний проєкт подавали представники РП, пункт про відновлення ядерного потенціалу країни також входить до програми «Національного корпусу».

### Технічний аспект відновлення
В Україні є два підприємства з видобутку й перероблення урану, є завод з виробництва важкої води, технологія розроблення електронних компонентів і спеціальна техніка для вимірювання ізотопного складу ядерних матеріалів. Дмитро Снегирьов, з посиланням на українських науковців, висловив думку, що Україна має можливість за 5—7 років, із щорічним фінансуванням у 200—300 млн доларів, розробити технології для виготовлення ядерної зброї й відновити виробничі потужності. Серед задач, які мають бути вирішені, є отримання тритію, реактор-виробник збройового плутонію, радіохімічний завод зі збагачення плутонію й металургійний завод з виробництва збройового плутонію. Також уваги заслуговує той момент, що Україна є одним із найбагатших запасами урану регіонів. Також можливо використовувати плутоній, добутий з відпрацьованих паливних стрижнів атомних реакторів.